# Dream Street
Dream Street fue una boy band estadounidense que se formó a mediados de 1999 y se separó en el 2002.

## Historia
El grupo fue elaborado por los productores Louis Baldonieri y Brian Likow y titulados 'Boy Wonder' (un nombre tomado del apodo del personaje de cómics Robin de Batman). La banda tenía a chicos de 12 a 14 años. Baldonieri y Lukow esperaron hacer un impacto en la música pop introduciendo a un grupo de adolescentes.
Jesse McCartney, Greg Raposo, Matt Ballinger, Frankie J. Galasso y Chris Trousdale se convirtieron en las caras del grupo, siendo nombrados Dream Street.
Sus primeros sencillos fueron lanzados en el 2000, y su primer álbum en el 2001. Apenas un año después, la banda acabó separándose tras un litigio judicial entre los integrantes y sus progenitores y los productores. Estos querían que los chicos abandonaran sus estudios y se enfocaran en exclusividad a la banda. Los padres rechazaron tal pretensión y les demandaron.

## Miembros
El grupo contó con cinco miembros:
- Jesse McCartney (nacido el 9 de abril de 1987 en Ardsley, Nueva York, Estados Unidos)
- Greg Raposo (nacido el 3 de mayo de 1985 en Long Island, Nueva York, Estados Unidos)
- Matt Ballinger (nacido el 22 de abril de 1985 en Westchester, Nueva York, Estados Unidos)
- Frankie J. Galasso (nacido el 24 de enero de 1985 en Nueva York, Estados Unidos)
- Chris Trousdale (nacido el 11 de junio de 1985 en Burbank, California, Estados Unidos. Falleció el 2 de junio de 2020 a los 34 años de edad debido a complicaciones provocadas por el COVID-19)

## Discografía
- Dream Street (2001)
- The Biggest Fan (2002)

## Sencillos
- They Don't Understand (2000)
- It Happens Every Time (2000)
- Gotta Get the Girl (2000)
- Sugar Rush (2000)
- Jennifer Goodbye (2000)
- I Say Yeah (2001)
- Matter Of Time (2001)
- With All My Heart (2002)